# Planta Ford de Highland Park
La Planta Ford de Highland Park (en inglés, Highland Park Ford Plant) es una antigua fábrica de Ford Motor Company ubicada en 91 Manchester Avenue (en la Avenida Woodward) en Highland Park (Estados Unidos). Fue la segunda instalación de producción estadounidense del automóvil Modelo T y la primera fábrica en la historia en ensamblar automóviles en una línea de ensamblaje en movimiento. En 1973 fue incluida en el Registro Nacional de Lugares Históricos y en 1978 se convirtió en un Monumento Histórico Nacional en 1978.

## Historia
La planta Ford de Highland Park fue diseñada en 1908 por Albert Kahn Associates (el estudio de arquitectura fundado por Albert Kahn) y se inauguró en 1910. La producción de automóviles Ford había tenido lugar anteriormente en la planta de Piquette Avenue, donde se construyeron los primeros Modelos T. La planta de Highland Park tenía aproximadamente 6 km al noroeste de la fábrica original de Dodge Brothers, que eran subcontratistas de Ford, que producían componentes de motor y chasis de precisión para el Modelo T. También estaba a aproximadamente 2 km al noroeste de la antigua planta Brush-Maxwell, que más tarde se convirtió en Highland Park Chrysler Plant, la sede de Chrysler Corporation.
El complejo incluía oficinas, fábricas, una planta de energía y una fundición como parte de la estrategia de Ford de integrar la cadena de suministro. Con aproximadamente 41 ha de superficie, fue en el momento de su apertura la fábrica más grande del mundo.
Mediante la división del trabajo, la reducción constante de costos y la optimización de procesos, la fábrica atravesó una curva de experiencia para reducir el precio y aumentar el volumen. El 7 de octubre de 1913, la planta Ford de Highland Park se convirtió en la primera instalación de producción de automóviles del mundo en implementar la línea de montaje móvil. La nueva línea de montaje mejoró el tiempo de producción del Modelo T de más de 12 horas a apenas 93 minutos.
La línea de montaje de Highland Park rebajó el precio del Modelo T de 700 dólares (equivalentes a a 20 358 dólares en 2021) en 1910 a 350 dólares (equivalentes a a 7403 dólares en 2021) en 1917, lo que lo convierte en un automóvil asequible para la mayoría de los estadounidenses. El 5 de enero de 1914, Ford anunció que los salarios de fábrica se elevarían de una tasa diaria de 2.34 dólares (equivalentes a 63 dólares en 2021) a 5 dólares (equivalentes a 135 dólares en 2021), y que los turnos diarios se reducirían de nueve a ocho horas. Después del aumento de sueldo, Ford afirmó que la tasa de rotación del 31,9 por ciento en 1913 se redujo al 1,4 por ciento en 1915. Ford ofreció casi tres veces los salarios pagados en otras plantas de fabricación no calificadas.
A fines de la década de 1920, el Modelo T abierto pasó de moda y Ford trasladó el ensamblaje de automóviles al complejo River Rouge Plant en las cercanías de Dearborn para concentrarse en mejorar la calidad con el Modelo A. La fabricación de correcerías para automóviles y el ensamblaje de tractores Fordson continuaron en la planta de Highland Park. Los 1690 tanques M4A3 Sherman construidos por Ford desde junio de 1942 hasta septiembre de 1943 también se ensamblaron en esta fábrica.
Durante las décadas de 1940 a 1960, la planta de Highland Park fue una importante centro de fabricación de tractores Ford. En la década de 1970, la Ford Romeo Engine Plant la desplazó cada vez más para desempeñar esa función. En 1974 cesó toda la producción en lo que quedaba de la instalación.
En 2011, Ford Motor Company lo estaba utilizando para almacenar documentos y artefactos para el Museo Henry Ford. Una parte también está ocupada por un almacén de ropa de Forman Mills que abrió en 2006.

## Estado actual
La Woodward Avenue Action Association tiene un acuerdo de compra con el propietario del complejo, National Equity Corp., para pagar 550 000 dólares por dos de los ocho edificios en el histórico complejo de fabricación de Ford: un edificio administrativo de cuatro pisos y 3716  m.  El centro incluiría un teatro con videos continuos, quioscos informativos, exhibiciones interpretativas sobre la historia del automóvil y una tienda de regalos, café y refrigerios. También podría ser un lugar donde los visitantes pudieran realizar recorridos automovilísticos históricos, como el recorrido actual que ofrece el grupo Woodward, "En los pasos de Henry".

## En los medios
En 2011 la planta se utilizó como locación de la película Real Steel del director Shawn Levy.

## Galería

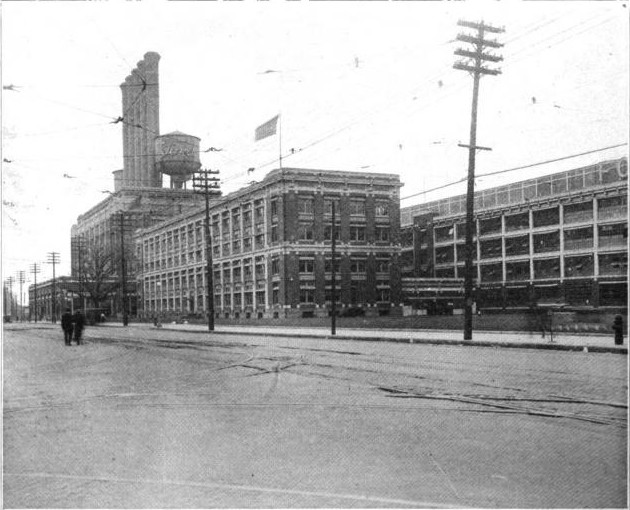
Planta Ford de Highland Park, c. 1922
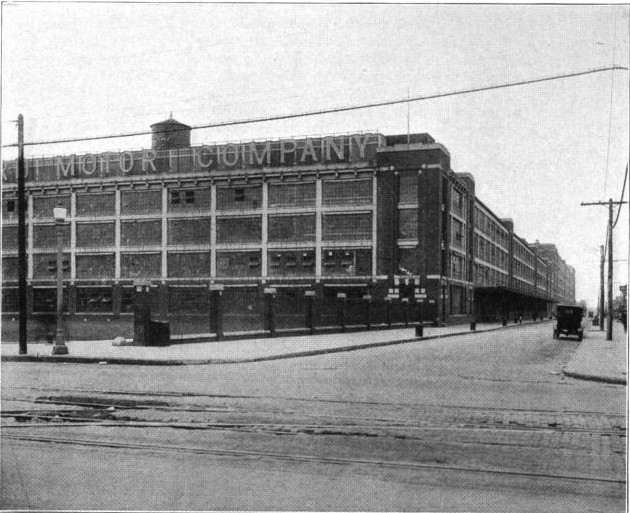
Planta Ford de Highland Park, c. 1922
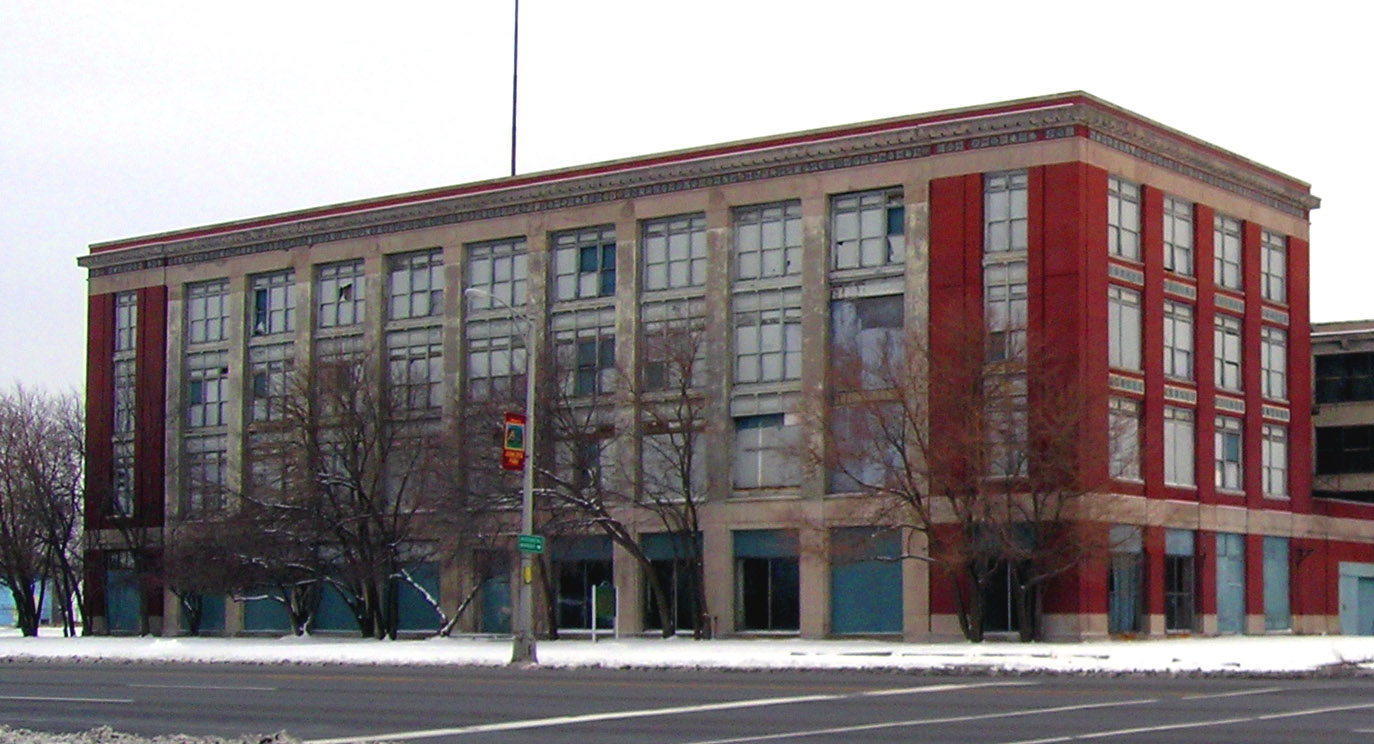
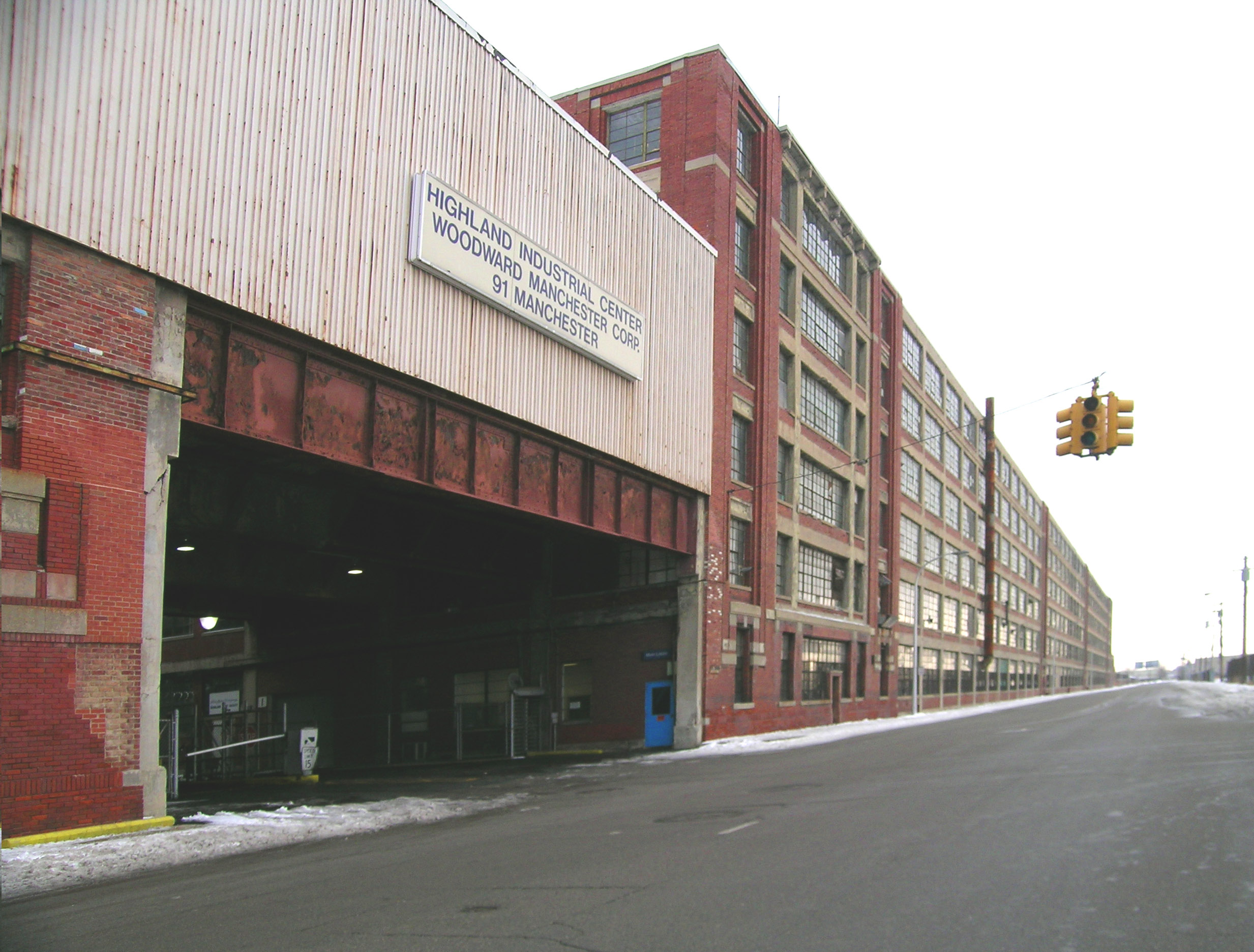
Paisaje urbano del lado sur del complejo de la Planta Ford de Highland Park
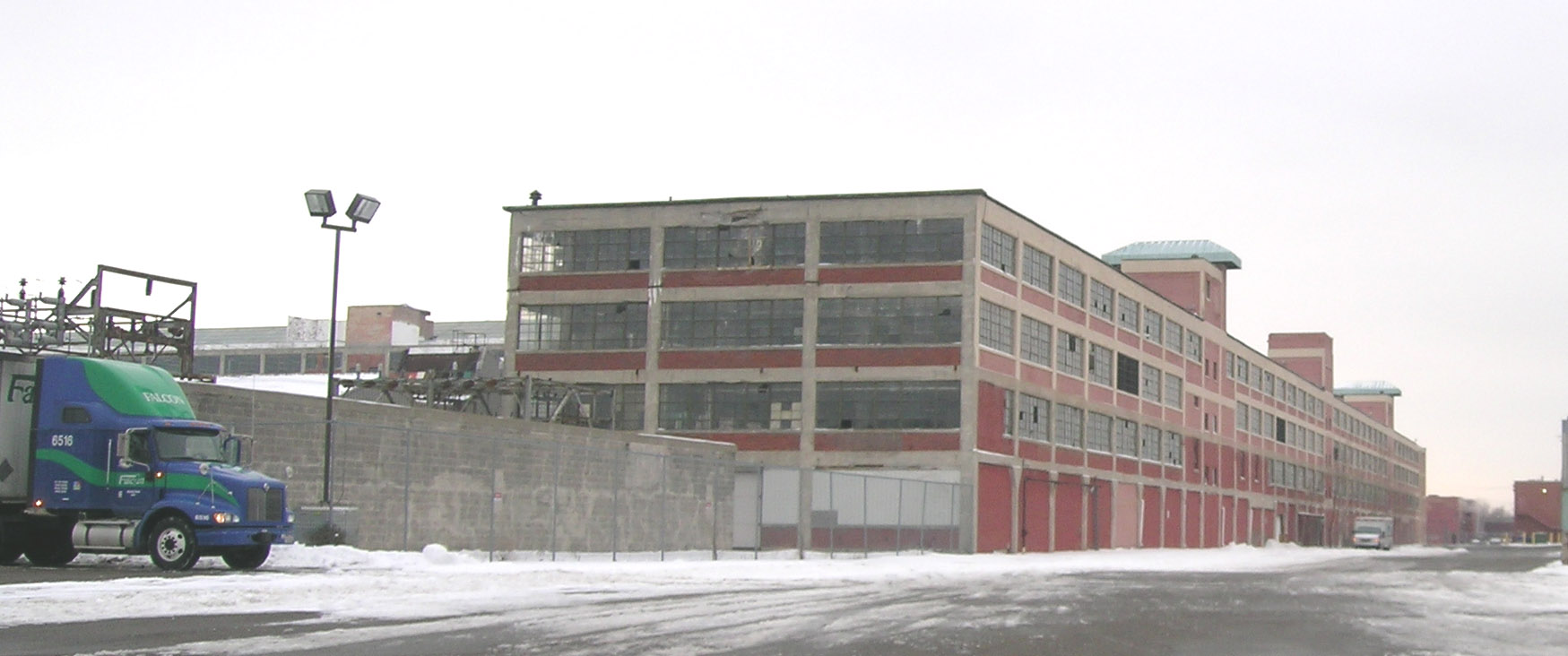
Gran edificio que forma parte del complejo de la planta de Ford (ahora el Centro Industrial de Highland Park)